# Joaquim Gonçalves
Joaquim Gonçalves (Cortegaça, Revelhe, Fafe, 17 de Maio de 1936 – Póvoa de Varzim, Póvoa de Varzim, 31 de Dezembro de 2013) foi um bispo católico português, tendo sido 4.º Bispo de Vila Real, de 1991 a 2011.

## Biografia
Foi ordenado sacerdote em 10 de Julho de 1960 na capela do Seminário Conciliar de Braga. Foi nomeado Pároco Coadjutor de São José de Ribamar (Póvoa de Varzim), e exerceu funções como Professor de Educação Moral e Religiosa Católica no então Liceu Eça de Queiroz até 1976, sendo também Assistente local do CNE (Escutismo Católico Português) e das ENS (Equipas de Nossa Senhora) e, a nível nacional, do CPM (Centro de Preparação para o Matrimónio). 
Em 1974 licenciou-se em Filosofia pela Faculdade de Letras da Universidade do Porto, tendo leccionado essa disciplina como Professor Efectivo nas Escolas Secundárias de Barcelos, Eça de Queiroz (Póvoa de Varzim) e Sá de Miranda (Braga). 
Nomeado Bispo auxiliar de Braga, com o título de Ursona (Osuna, cidade vizinha de Sevilha) a 3 de Agosto de 1981 pelo Papa S. João Paulo II, foi ordenado Bispo a 18 de Outubro de 1981, na Cripta da Basílica do Sameiro, em Braga, sendo o 1.º bispo natural do concelho de Fafe. 
Em 1987 foi nomeado Bispo Coadjutor de Vila Real (com direito de sucessão) pelo Papa S. João Paulo II. A 18 de Janeiro de 1991, com a resignação do Bispo seu antecessor D. António Cardoso Cunha, tornou-se o 4.º Bispo de Vila Real.
Resignou, por motivos de limite de idade, ao cargo de Bispo da Diocese a 17 de Maio de 2011, após resignação por limite de idade, passando o báculo ao Bispo Coadjutor de então, D. Amândio José Tomás.  
D. Joaquim Gonçalves faleceu a 31 de Dezembro de 2013, na Póvoa de Varzim, Póvoa de Varzim, onde residia junto dum irmão Padre e duma irmã enfermeira aposentada.